# CR花の慶次
『CR花の慶次-雲の彼方に-』（シーアールはなのけいじ くものかなたに）は、2007年7月にニューギンが開発、発売したデジパチタイプのパチンコ。漫画家の原哲夫が週刊少年ジャンプで連載していた『花の慶次』のタイアップ機種。

## 概要
突然確率変動タイプ。ニューギンによるデジパチとしては『CR新大江戸日記』より採用された「モード移行システム」パチンコ第5弾にあたる。
3種類のセル盤と2種類の台枠（赤、青）がある。15インチ液晶表示器の採用、同社としては初の6G映像チップの採用、2種類の可動体を実装している。大当たりラウンド中（百万石の酒演出は除く）と戦モード演出中は、角田信朗による当機用に制作されたオリジナル歌唱曲が流れる。
大当たり確率1/399.25という（登場時における基準機の中で）フルスペック機であるが、確変突入率80%という連荘性能の高さと各種演出などが支持を受け、主に関西地方から人気に火がつき、また、大量出玉が見込めるため4号機撤去直後から本機にパチスロファンが流れるといった現象も起きた。デビュー当初は導入台数が少なかったこともあり、一時期中古台が70万円程度にまで値上がりした（一般的に新台は高くても30万〜40万円台）。このため、新作の発売サイクルが比較的早いニューギンが異例の増産を決定したほどである。
テレビCMはデビューから半年後に2バージョンが、2008年10月からも新バージョンが制作、放映された。この他、スポーツ紙1面に広告掲載、また、ニューギンによる『傾奇祭』と称したイベントや、デビュー1周年を記念した（「戦」に引っ掛けて193人に当たるという）懸賞なども行われた。
2009年2月には続編として『CR花の慶次〜斬』が発売されたほか、2009年8月には本機種をベースとした甘デジタイプの『CRA花の慶次』も発売されている。その後2010年3月には直江兼続をフィーチャーした『CR花の慶次〜愛』が、2011年9月には前田慶次没後400年記念作として製作された『CR花の慶次〜焔』がリリースされた。

## スペック
CR花の慶次S-V
- 大当たり確率 1/399.25（高確率時1/39.93）
- 賞球数 3&4&6&14
- 大当たりラウンド・カウント 15 or 16ラウンド・9カウント
- 確率突入率 80% （振り分け／2R確変10%、15R確変45%、ランクアップボーナス25%）
- 時短 電サポ中の2R通常大当たり後100回転

出典／スペック：CR花の慶次S-V
CRA花の慶次N-V (N-VC,N-VG)
- 大当たり確率 1/99.8（高確率時1/19.96）
- 賞球数 3&7&10&12
- 大当たりラウンド・カウント 4 or 15 or 16ラウンド・9カウント
- 確率突入率 77% （振り分け／2R確変13%、4R確変53%、15R確変1%、ランクアップボーナス10%）
- 時短 電サポ中の2R通常大当たり後20回転

出典／CRA花の慶次～雲のかなたに～：スペック表

## 図柄
- 「一」（直江兼続）
- 「二」（真田幸村）
- 「三」（豊臣秀吉）
- 「四」（伊達政宗）
- 「五」（おまつ）
- 「六」（奥村助右衛門）
- 「七」（前田慶次）
- 「傾奇者」（中図柄のみ）
- 「大ふへん者」（中図柄のみ）

## ステージ

### 通常ステージ
- 加賀ステージ
- 京都ステージ
- 七霧（なぎり）ステージ - 岩兵衛読心術予告が発生する。
- 長寿桜ステージ - 4分割画面。
- 聚楽第ステージ - 2分割画面。大当り確定のプレミアムステージ。

### 傾奇ゾーン
モード移行チャンス演出。確変状態となっている可能性がある（特に極傾奇ゾーンに突入するとその期待度が高くなる）。
- 傾奇（かぶき）ゾーン - 2R当選、小当たりで発展。主な突入契機は、変動中全図柄同時停止し傾奇者図柄出現、リーチ不成立後に傾奇者図柄出現、風流リーチでロゴが下がり傾奇者図柄が出現がある。
- 極傾奇（きわめかぶき）ゾーン - 傾奇ゾーン突入後にチェンジしやすいが、傾奇ゾーンを経なくても突入することがある。

傾奇ゾーン・極傾奇ゾーン突入時に、盤面右下にある桜の花びらをあしらった7つのランプが表示するパターンにより、確変状態かどうかの判別が可能（確変当選を示すパターンは全10通り）。判別ができなくても、通常ステージに戻ってから頻繁に傾奇ゾーン・極傾奇ゾーンに突入する場合は、高確率状態である可能性が高い。

### 特殊ステージ
- 戦（いくさ）モード - 高確率状態のステージ。通常時に演出として発生する場合もある。
- 殿（しんがり）モード - 戦モード中に2R当選時に発展。時短または高確率状態。通常時に演出として発生する場合もある。

## 演出

### 背景チェンジ予告
始動時に襖（金＞赤＞白）の開閉が発生し、白襖以外でステージチェンジが行われると期待度アップ。七霧ステージチェンジでのリーチはプレミアム。戦（いくさ）モード背景、殿モード背景はリーチで期待度アップ。聚楽第ステージはプレミアム。

### スベリ
長寿桜、聚楽第を除く通常ステージで発生することがある。左右同時停止または左右同時スベリ停止は期待度アップ。

### 図柄変化
- 図柄変動中に、図柄デザインのチェンジ（極傾奇ゾーン図柄＞傾奇ゾーン図柄）で期待度アップ。
- デザインの数字がキラキラすると（左右＞左）期待度アップ。左右中がキラキラすると（長寿桜ステージは4画面がフラッシュ）、おふうリーチまたはもののふチャンスへ発展。

### セリフ予告
画面にチャンスボタンマークが出現することがあり、チャンスボタン押下でキャラクターによる原作漫画にちなんだセリフが表示される。
- まず画面下半分にセリフが表示され、このときセリフを囲む枠の色が通常とは違う色で表示されればリーチが確定、さらに枠の色により期待度が変化する。
- 画面下半分のセリフが通常の枠で表示された場合でも、そのあと上半分にもセリフが表示されると枠の色に関係なくリーチが確定する。
- 枠の色の期待度は、紅白（プレミアム）＞金＞銀＞通常　の順に高い。

### ステップアップ
- SU1 扇子（金＞赤＞白）出現
- SU2 キャラ（おまつ、秀吉＞捨丸・岩兵衛、伊達・真田＞伊達、真田、捨丸、岩兵衛）が上部に登場。
- SU3 キャラ（おまつ、秀吉＞おふう、奥村）が画面右下部に登場。
- SU4 キャラ（おまつ、秀吉＞直江、松風）が画面左下部に登場。
  - SU2からSU4が全ておまつまたは秀吉で大当たり確定。
- SU5 キャラ（おまつ、秀吉（大当たり確定）＞慶次・おまつ）が画面全体に登場。
- また、ステップアップ演出後のセリフの違いで期待度が変化する。
- SU5とSU4のおまつ、秀吉の区別を間違えると確定だと勘違いしてしまうので注意。

### キャラクター予告
キャラが『○○をかけろ』、『キセル予告を出せ』と予告し、演出が予告通りに発展すると「達成」と表示され大当たりが確定する。慶次の『ドル箱を用意しろ！！』はプレミアム。

### キャラクター停止図柄予告
図柄変動中に飛加藤（「七」以外）、棒からしの蛍（「七」）が停止図柄を予告する。飛加藤の「七」予告と棒からしの蛍の「七以外」予告はプレミアム、3つ揃いの予告は大当り確定。

### 擬似連予告
- 図柄変動開始時に桜可動体が動作し、擬似連が発生することがある。3回継続でリーチ以上が確定し、4回継続は大当たり確定。
- 長寿桜背景、聚楽第背景以外の通常ステージ時に『花の慶次』ロゴ可動体が動作し、発展演出を予告（ストーリー系＞武将系）する。4回継続は大当たり確定。2回継続でリーチ以上が確定し、聚楽第演出予告は2回継続の時点で大当たり確定の演出となる。演出予告と発展した演出が異なる場合、大当たりが確定。

### 岩兵衛読心術予告
七霧背景時のみの演出。予告はステップアップになっている（岩兵衛登場→左→左右→リーチロゴ→発展演出）がいきなり発展演出を予告することもある。この時の襖（金＞赤＞白）で期待度が変化。予告矛盾、おふうや風流リーチ予知は大当たり。

### 分割画面予告
長寿桜ステージ、聚楽第ステージのみで発生する。
- 慶次予告 図柄始動時に慶次背景（原画（プレミアム）＞聚楽第衣装＞赤衣装＞通常衣装）で期待度が変化。
- 複数の分割画面でリーチがかかり、選択演出画面が表示される。1箇所のみのリーチ、4箇所全て同じ選択演出画面（『？』を除く）はプレミアム。
- 選択演出画面と発展演出の矛盾で大当たり。『が〜ん』が選択されてもまれに当たる（聚楽第衣装からの『が〜ん』はスーパーリーチ否定の矛盾のため大当たり）。

### リーチロゴ予告
長寿桜背景、聚楽第背景以外の通常ステージ時に、左右停止時にロゴ（勝利（プレミアム）＞好機＞なし）が出現すると期待度アップ。

### キセル予告
リーチ発展時に慶次がキセルを振りかざすと（桜吹雪＋桜可動体動作（プレミアム）＞桜吹雪＞なし）期待度アップ。本演出はCMにも登場する人気演出のひとつ。長寿桜背景、聚楽第背景では出現しない。

### 桜吹雪予告
リーチ発展時の桜吹雪（なし（プレミアム）＞桜吹雪大＋桜可動体動作＞桜吹雪大＞桜吹雪小）で期待度が変化。

### 発展予告
ノーマルリーチから発展時（花吹雪＞雷＞なし）の演出で期待度が変化。

### 襖予告
ノーマルリーチから発展時の襖（ストーリー系表示（プレミアム）＞武将家紋＞なし、金＞赤＞白）で期待度が変化。武将家紋と発展演出の矛盾は大当たり確定。

## リーチ演出

### 「七」図柄
「七」図柄（直江リーチは「六」→「五」「六」「七」）でのリーチは期待度アップ。

### ノーマルリーチ
ごくまれに当たる。停止後、襖経由で聚楽第リーチに発展することもある。

### 風流リーチ
いわゆるロングリーチの一種。2Rまたは小当たりが多い演出で、左右図柄+1停止時に『花の慶次』ロゴ可動体が動作し、これらがあたることがある。左右図柄+1停止時にいきなり「大ふへん者」が停止したり、もどって大当たりすることがある。

### おふうリーチ
全図柄停止時に左右中がキラキラすると（長寿桜ステージは4画面がフラッシュ）発展。蝶の数（なし（プレミアム）＞赤・黄・青＞黄・青＞青）で期待度が変化する。おふうが4回花を吹くとプレミアム。
リーチが7図柄だと信頼度大幅アップ(当確級)。

### もののふチャンス
図柄変動開始直後または全図柄停止時に左右中がキラキラすると（長寿桜ステージは4画面がフラッシュ）発展。保留4から発展しリーチ、7図柄でのリーチだと熱い(7図柄の場合は直江を除く)。チャンスボタンで武将系のリーチを選択する。秀吉の『大儀であった』表示でストーリー系選択発展はプレミアム。選択と発展の矛盾は大当たり確定。

### ストーリー系リーチ
- 松風リーチ
- おまつリーチ
- 聚楽第リーチ（全回転リーチ、15R大当たり確定）
  - 演出中のセリフが金色、桜可動体動作は大当たり確定。

### 武将系リーチ
- 直江リーチ（トリプルリーチ）＞奥村リーチ（ダブルリーチ）＞真田リーチ＞伊達リーチ
- タイトルの色、演出中のセリフの色（金（プレミアム）＞赤＞白）で期待度が変化。
- 演出中のカットイン（なし（プレミアム）＞大＋桜可動体動作＞小）で期待度が変化（伊達リーチを除く）。
- 伊達リーチでの中図柄動作中の全て左右と同じ図柄は大当たり確定。キセル経由でカットイン前に図柄が止まった場合も大当たり確定。

### 復活演出
リーチハズレ後、慶次登場で復活大当たりすることがある。

### 戦リーチ
通常時、いきなり戦モード中の演出に発展。本陣急襲演出発展はランクアップボーナス確定。

### 殿リーチ
通常時、いきなり殿モード中の演出に発展。

## 戦モード演出

### コメント予告
図柄変動開始時に表示されるコメントで信頼度が変化（プレミアムコメント（プレミアム）＞紫＞白）。『激アツじゃ〜』（15R大当り確定）や、ランクアップボーナス確定のコメントがある。

### 予兆音予告
リーチ予兆演出時、慶次アップ時の効果音が警告音（15R大当り確定）など、ほら貝以外の場合大当たり確定のプレミアム演出となる。また、『花の慶次』ロゴ可動体が動作することがある。

### キャラ予告
登場人物（慶次＞直江＞捨丸・岩兵衛＞岩兵衛＞捨丸）により、大当りまたは戦モード継続の期待度が異なる。このうち、慶次か直江の登場で城門突破演出発展が確定（大当りor戦モード継続）。「捨丸・岩兵衛」で城門へ到達した場合は直江よりも信頼度が高い。キャラのセリフが赤の場合、プレミアム。

### 城門突破演出
松風に乗った慶次が閉ざされた城門を突破すれば、15R大当りが確定、戦モード継続。松風が城門の前で止まれば、そのまま戦モード継続（要はリーチ外れ）。ゲージの速度（遅、超速＞中＞速）で期待度が変化。チャンスボタン押下で『傾奇者!!』と表示されると15R大当り確定。失敗してもチャンスボタンで直江登場という演出（15R大当り確定）がある。

### 本陣急襲演出
通常2R当選（高確率状態終了）の可能性がある演出で、直江登場でランクアップボーナス、敵軍（青軍）を撃退で戦モード継続、敗北で殿モード（時短または高確率状態継続）にチェンジする。敗北時、チャンスボタンで慶次登場という演出がある（ランクアップボーナス確定）。

## 殿モード演出
戦モードのみからチェンジする、高確率状態か時短が確定するモード。時短は100回転までのため、殿モードチェンジ後に101回転目以降も殿モードが継続している場合、高確率状態が確定する。

### 背景変化予告
背景の天候（晴＞曇＞雨）で、高確率状態である期待度が変化する。

### コメント予告
キャラ（慶次＞岩兵衛＞捨丸）のセリフで、高確率状態である期待度が変化する。

### 斬撃予告
慶次の敵の斬撃人数で高確率状態である期待度が変化する。一度に5000人倒した場合、高確率状態が確定。

### 予兆音予告
リーチ予兆演出時、慶次アップ時の効果音が警告音（15R大当たり確定）など、ほら貝以外の場合大当たり確定のプレミアム演出となる。また、『花の慶次』ロゴ可動体が動作することがある。RUボーナスの場合もあり

### 撃破演出
リーチ予兆演出後、出現キャラ（慶次＞岩兵衛＞捨丸）、敵軍の吹っ飛び（大＞中＞転ぶ）、撃破人数（1、777（共にプレミアム）＞50＞100＞500＞1000＞2000）で期待度が変化。チャンスボタンで「あと0体！！」または「達成」となると大当たり。『敵軍増援』は2R当選確定。慶次、もしくは人数50人は2Rなし（小当たりはあり）。チャンスボタンで慶次登場という演出（15R大当り確定）がある。

## 大当たり演出
- 15R大当たりは下部アタッカーが開放する。大当たり1回目は慶次・松風・秀吉、2回目はおふう・奥村・おまつ、3回目は捨丸・直江・岩兵衛、4回目は真田・伊達・漫画紹介、5回目はストーリー系リーチのエピソードが紹介される。6回目は百万石の酒演出が発生し、以降は繰り返す。殿モードへ転落するとカウントはリセットされる。

15R終了後に登場するキャラクターも変化する。
1回目から順に、慶次→捨丸→岩兵衛→直江→慶次→秀吉→おふう→伊達→真田→奥村→秀吉→おまつ→松風→秀吉→オールキャスト→秀吉→それ以降は1回目から繰り返し。
- ランクアップボーナスは上部アタッカーが開閉する。16回、32回、48回の振り分けがあり、48回時は秀吉が出現することがある。32回、48回選択時は開閉時間が16回選択時より0.052秒短く、体感的に察することが出来る場合がある。

## 主題歌
15R大当たり中（百万石の酒演出を除く）は角田信朗によるオリジナル曲『傾奇者恋歌（かぶきものこいうた）』が、戦モード（確変）中は同じく角田による『漢花（おとこばな）』が流れる。2007年8月22日にはキングレコードより、『傾奇者恋歌』としてシングルCDが発売された。